# McLeod Ganj
McLeod Ganj, ook bekend als Boven Dharamsala, is een voorstad van Dharamsala, in het district Kangra van de Indiase deelstaat Himachal Pradesh. Het is de woonplaats van de veertiende dalai lama, Tenzin Gyatso, sinds zijn vlucht uit Tibet in 1959. Wegens het grote aantal Tibetanen wordt de stad ook wel Klein Lhasa genoemd en de regio overeenkomstig Klein Tibet. Verder zijn hier de Tibetaanse regering en parlement in ballingschap gevestigd.

## Geografie
McLeod Ganj ligt op een gemiddelde hoogte van 2082 meter, meer dan zeshonderd meter hoger dan Dharamsala dat op 1457 meter ligt. Het ligt 526 km ten noordwesten van New Delhi.
In de bosrijke omgeving staan voornamelijk eiken-, ceder- en pijnbomen. De omgeving kent verschillende wandelpaden met uitkijkposten onderweg.

## Verkeer en vervoer
McLeod Ganj ligt op ongeveer negen kilometer van Dharamsala verwijderd per bus en per taxi-route op vier kilometer afstand.
Op 20 km afstand ligt het dichtstbijzijnde vliegveld, Gaggal Airport, ook wel Dharamsala-Kangra Airport genoemd. De dichtstbijzijnde treinstations zijn Kangra en Nagrota die door smalspoor worden bediend. Het dichtstbijzijnde breedspoorstation is Chakki Bank in Pathankot, dat ongeveer drie uur rijden van Dharamsala verwijderd is. Deze stad is per spoor verbonden met Delhi en andere belangrijke steden in Himachal Pradesh. Luxebussen met airconditioning doen Dharamsala aan vanuit de belangrijke steden, waaronder Chandigarh, Delhi, Shimla.

## Toerisme
Toerisme is een belangrijke bron van inkomsten in McLeod Ganj. De plaats wordt vooral bezocht vanwege het natuurschoon van de Himalaya en de Tibetaans boeddhistische en politieke betekenis, waaronder ook de ambachten, kunst en cultuur zoals thangka's en mandala's. Een toonaangevend museum in de hill station is het Tibet Museum.

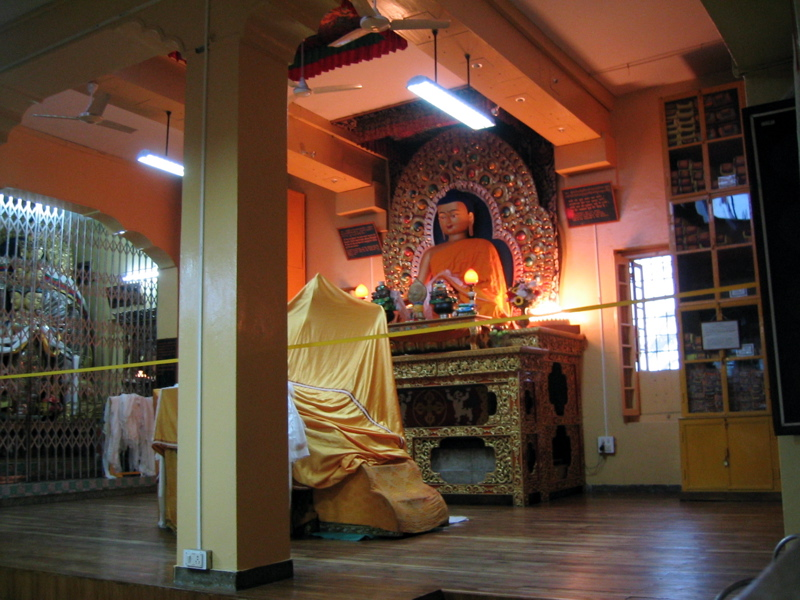
Hoofdlesruimte van de dalai lama in McLeod Ganj

De belangrijkste boeddhistische trekpleister is de tempel van de dalai lama, Tsuglagkhang. De residentie van de dalai lama ligt er tegenover en de dalai lama geeft daar geregeld publieke audiënties die worden aangevraagd in het Branch Security Office in McLeod Ganj. Privé-audiënties geeft de dalai lama zelden en alleen op schriftelijke aanvraag.
In de Tsuglagkhang bevinden zich beelden van Shakyamuni (Boeddha), Chenrezig (Avalokitesvara) en Goeroe Rinpoche (Padmasambhava). Andere boeddhistische en Tibetaanse bezoekcentra zijn vestigingen van het Namgyal- en Nechungklooster, het kleinere klooster Gompa Dip Tse-Chok Ling, Mani Lakhang Stoepa, Gangchen Kyishong, Chinmaya Tapovan, het Tibetaans Instituut voor Podiumkunsten, de Library of Tibetan Works and Archives, het Norbulingka-instituut en het medisch en astrologisch instituut Men Tsee Khang.
Bhagsu is een dorp dat is vastgegroeid aan Mcleod Ganj. Het herbergt veel kleine cafés en restaurants. In de nabije omgeving is een zwembad dicht bij een waterval, met daarnaast een tempel. Net buiten de plaats is een bergmeer, net naast de vestiging van Tibetan Children's Villages. In augustus/september wordt daar de jaarmarkt gehouden die vooral veel wordt bezocht door Gurka's.
Even buiten de stad bevindt zich een klein kerkje, St. John in the Wilderness, met glas-in-loodramen. Hier ligt onder andere James Bruce begraven, de achtste graaf van Elgin en onderkoning van Indië. Verder is er het graf van Francis Younghusband, een Brits militair en ontdekkingsreiziger die voornamelijk bekend werd om zijn Britse Veldtocht in Tibet van 1903-'04.

## Geschiedenis
McLeod Ganj is genoemd naar David McLeod die rond 1850 luitenant-gouverneur van Punjab was. Ten tijde van Brits-Indië was de plaats een hill station, waar het klimaat dankzij de hoogte in de zomers milder was dan in de lager gelegen vlaktes en de Britten daarom graag daar de zomers doorbrachten. Tot het begin van de 20e eeuw groeide de plaats uit tot een knooppunt voor handel en was er het bestuur van het district Kangra gevestigd. Op 4 april 1905 werd het gebied echter grotendeels verwoest door een zware aardbeving. De Britse regering besloot hierop de hoofdkantoren van het regiobestuur te verplaatsen naar lager gelegen gebieden. Totdat India onafhankelijk werd van het Verenigd Koninkrijk op 15 augustus 1947, bleef de stad dienstdoen als gezondheids- en ontspanningsoord voor Britse bestuurders.
In 1959 verbleef de veertiende dalai lama Tenzin Gyatso eerst een jaar in Mussoorie. De Indiase regering, onder leiding van premier Jawaharlal Nehru, besloot daarna de dalai lama en zijn gevolg asiel te verlenen, waarna die zijn hoofdkwartier vestigde in McLeod Ganj. Na zijn aankomst leefde de handel en toerisme in de plaats en de omstreken op. Met zijn komst kwamen ook duizenden vluchtelingen naar dit gebied, waardoor binnen enkele decennia verschillende culturele instituten en onderwijsinstellingen werden opgericht. De stad wordt sinds de dalai lama er woont, bezocht door mensen uit de hele wereld. Het werd verder de vestigingsplaats voor verschillende niet-gouvernementele organisaties, waaronder Gu-Chu-Sum en het Tibetaans Jeugdcongres.

## Bestuurlijk
Punjab werd tweemaal gereorganiseerd, waardoor McLeod Ganj sinds 1 november 1966 onder het bestuur van de Indiase staat Himachal Pradesh valt en sinds 1 september 1972 tot het nieuw gevormde district Kangra.